# リュブノ
リュブノ（Ljubno, ドイツ語：Laufen in Steiermark）は、スロベニアの市。